# 小口突吻鱈
小口突吻鱈，為輻鰭魚綱鱈形目鼠尾鱈科的其中一種，分布於西南太平洋海域，屬深海底棲性魚類，深度1549-1723公尺，棲息在底層水域，生活習性不明。

## 扩展阅读
維基物種上的相關：小口突吻鱈